# 粒足矮扇蟹
粒足矮扇蟹（学名：Nanocassiope granulipes）为扇蟹科矮扇蟹属的动物。分布于日本、南非，包括东海等海域，生活环境为海水，主要生活于水深30-120米的沙质以及泥质或具碎贝壳的海底。其生存的海拔范围为-120至-30米。